# 长春广播电视台
长春广播电视台（英语：Changchun Radio Television，简称CRT）是中华人民共和国吉林省长春市的地市级广播电视播出机构，创立于2012年11月，由原长春人民广播电台、长春电视台等单位的基础上组建而成，为正局级事业单位。

## 历史
1946年4月18日，长春人民广播电台开播。
1985年8月，长春电视台开播。
1993年，长春有线电视台开播，播出自办节目。
2001年7月，因国家广电总局规定地市电视台与同级有线电视台合并，长春有线电视台与长春电视台进行合并。整合后的长春电视台共有两套电视频道，并进行了重新规划。
2004年，长春电视台已经有五套电视频道，每天为电视观众提供100小时电视节目，形成系统化的播出体系。
2012年11月，原长春人民广播电台、长春电视台等单位合并，组建长春广播电视台。

## 服务

### 电视频道
| 頻道名稱                      | 语言   | 广播格式                    | 啟播時間     | 頻道口號       | 频道前身                                                         | 備註 | 備註 |
| 综合频道（CRT-综合）          | 普通话 | SD: PAL 576i 16:9 HD: 1080i | 1985年8月1日 | 看长春，悦视界 | 长春电视台                                                       |      |      |
| 文旅体育频道（CRT-文旅体育）  | 普通话 | SD: PAL 576i 16:9 HD: 1080i | 2000年       |                | 长春电视台娱乐频道                                               |      |      |
| 市民生活频道 （CRT-市民生活） | 普通话 | SD: PAL 576i 16:9 HD: 1080i | 1993年       |                | 长春有线电视台 长春有线电视台一套（综合频道） 长春电视台市民频道 |      |      |

### 广播频率
| 頻率名稱                     | 语言   | 频率          | 啟播時間             | 口號 | 频率前身                                     | 備註                                |
| 新闻广播                     | 普通话 | AM900 FM88.9  | 1946年4月18日        |      | 长春人民广播电台                             |                                     |
| 生活故事广播                 | 普通话 | AM1332 FM90.0 |                      |      | 长春经济广播电台 长春民生广播 长春广播经典90 |                                     |
| 交通广播 （长春交通之声）    | 普通话 | AM1449 FM96.8 |                      |      |                                              |                                     |
| 经济广播                     | 普通话 | AM585 FM99.6  |                      |      |                                              |                                     |
| 先锋音乐广播                 | 普通话 | AM648 FM106.3 |                      |      |                                              | 前称“长春都市音乐广播”（经典106.3） |
| 国际时尚音乐调频 （UFM88.0） | 普通话 | FM88.0        | 2011年 2017年1月更名 |      |                                              | 前身为MYFM880                       |